# Solovjev D-30
Solovjev D-30 je sovjetski dvogredni nizkoobtočni turboventilatorski motor (turbofan). Verzija z dodatnim zgorevanjem D-30F6 se uporablja za pogon prestreznika Mikojan-Gurevič MiG-31, verziji brez dodatnega zgorevanja D-30Kp in D-30KU, pa za pogon potniškega Iljušin Il-62M, Tupoljev Tu-154M in transportnega Iljušin Il-76MD. D-30 se je uporabljal tudi na eksperimentalnemu letalu z negativnim naklonom kril Suhoj Su-47 (S-37), ker planirani motor ni bil na voljo. 
Razvoj D-30 se je začel v 1970ih, kot zamenjava za turboreaktivne Tumanski R-15, ki so se uporabljali na Mach 3 prestrezniku MiG-25. Na slednje letalo so namestili nove motorje D-30, modernizirali tudi druge sisteme in tako je nastal Mig-31. Mig-31 lahko doseže Mach 2,8 (2900 km/h).

## Specifikacije -30KU-154)
- Tip: Dvogredni nizkoobtočni turboventilatorski motor
- Dolžina: 4,836 m
- Premer: 57,3 in (1,46 m)
- Teža: 5082 lb (2305 kg)

- Kompresor: 3-stopenjski nizkotlačni (z ventilatorjev), 11-stopenjski visokotlačni (oba aksialna)
- Zgorevalna komora: cevasta
- Turbina: 2-stopenjska visokotlačna, 4-stopenjska nizkotlačna (obe aksialni)
- Največji potisk: 23150 lbf (103 kN)
- Tlačno razmerje: 17:1
- Specifičan poraba goriva: 0,498 lb/lbf·uro
- Razmerje potisk/teža: 3,8:1